# 劉重次
劉重次先生（1942年2月25日—2007年9月30日），臺灣人，為嘸蝦米輸入法的發明人，也是行易有限公司的創辦人。
劉重次出生於日治時期臺灣臺中州豐原郡豐原街（今台中市豐原區），1951年舉家遷居臺北市，先後就讀於臺北市立成功高級中學、政治大學，1969年赴歐，首先前往比利時魯汶大學攻讀碩士學位，兩年後轉往法國巴黎大學攻讀人類學學位，留學歸國後曾經營貿易事業，1989年成立行易有限公司。

## 劉重次與嘸蝦米輸入法

### 發明過程
因為當時Telex電報系統開始普及，但是對於中文使用者而言，只能夠使用拼音文字傳遞電報；因此在留法期間，劉重次開始研發如何以英文編碼中文資訊傳遞的方法，起先是研發一套報社、印刷廠或編字典使用的中文字檢索方法，取代四角號碼或部首編碼；經歷多年，最後找出一套根據「形、音、義」的組碼規則，加上中文電腦的進步，以及中文輸入的需求，這套檢索方法也就成為了嘸蝦米輸入法。
嘸蝦米輸入法擁有專利與著作權。劉重次於1989年創辦行易有限公司，致力於研發各種電腦平台的嘸蝦米輸入法，發行相關書籍與教學影音光碟，以及在公家機關、教育單位中推廣使用；為了推廣使用，劉重次經常前往各高職及中小學，親自教授如何輸入中文。
雖然在當時的中文電腦上，已經有多種不同的中文輸入法，不過劉重次認為其他中文輸入法往往具有缺陷，而無法達到他所認為的「易學、好用」的標準。劉重次批評注音輸入法需要選字，讓使用者必須長時間對著電腦螢幕，而有害視力，而不用選字的智慧型注音輸入法，在輸入名單、詩詞、經書、古籍等或在書寫報告時經常發生誤判，達不到「好用」。至於大易輸入法的問題在於需要的按鍵太多，無法只用26個英文字母輸入；而倉頡輸入法的問題則在於口訣過份複雜，而且字根與英文鍵盤的對應之間沒有直接關係，使用者往往背了即忘，達不到「易學」的要求。

### 發展和榮耀
從嘸蝦米輸入法發明迄今，在各種作業系統中，往往並不內建嘸蝦米輸入法，並需另外購買，而無法享有作業系統的優勢，微軟曾經與行易公司洽談，計畫將嘸蝦米輸入法列為Windows作業系統的一部分，但是因為劉重次不願意賣斷版權而沒有達成合作。
即使如此，在1990年代，嘸蝦米輸入法仍然在台灣快速成為一套相當普及的輸入法，一方面是因為行易有限公司的大力推廣，另一方面則是在台灣舉辦的多項中文打字競賽中，嘸蝦米輸入法的使用者經常奪得佳績——1993年的台灣區高中商業類科技藝競賽中，嘸蝦米輸入法首次奪得冠軍，之後多次蟬聯，並囊括排行榜中絕大多數的名次，選手往往可以創下一分鐘兩百多字的成績——藉此，也打開了嘸蝦米輸入法的知名度。根據中華民國電腦技能基金會的資料，1995年起，在中文輸入測驗中，嘸蝦米輸入法擠下大易輸入法，成為報名者使用的輸入法中的第二名，而使用嘸蝦米輸入法創下每分鐘八十字以上的人數，也遠多於其他輸入法。
之後，嘸蝦米輸入法繼續發展。嘸蝦米除了可以用於輸入正體中文外，也可以直接輸入標點符號、簡體中文，甚至日文，讓使用者透過同一套輸入法，處理多種不同的語文。

### 肺癌病逝
2006年劉重次自行易公司卸職後不久，便發現罹患肺癌，於2007年9月30日病逝於台大醫院。10月26日劉重次的訃聞才從批踢踢電子佈告欄開始，在網路上傳開，無數嘸蝦米輸入法的使用者也在網路上為劉重次發表悼念與哀思。

## 著作
- 《為自己選擇一種健康的中文輸入法》（页面存档备份，存于）（原載於1990年12月《第三波》雜誌）
- 《如何選擇中文輸入法》（页面存档备份，存于）
- 《嘸蝦米輸入法》1994、2001、2002、2005年

## 外部連結
- 行易有限公司（页面存档备份，存于）